# Giacomo Bozzano
Giacomo „Mino“ Bozzano (* 12. April 1933 in Sestri Levante; † 21. November 2008 ebenda) war ein italienischer Boxer.

## Amateur
Bozzano nahm 1955 an den Europameisterschaften in West-Berlin teil, wo er verletzungsbedingt im Viertelfinale aussteigen musste. 1956 startete er noch im Schwergewicht bei den 16. Olympischen Spielen in Melbourne, wo er eine Bronzemedaille erkämpfen konnte. Er besiegte dabei im Achtelfinale Ilkka Koski aus Finnland (Bronzemedaillengewinner der Olympia 1952) und im Viertelfinale Ulli Nitzschke aus Deutschland (Europameister 1953 und Vize-Europameister 1955), ehe er erst im Halbfinale Lew Muchin aus der Sowjetunion unterlag.
Weiters gelang ihm in Länderkämpfen unter anderem ein Sieg gegen Tomislav Krizmanić (Bronzemedaillengewinner der EM 1953) und ein Punktesieg gegen den dreifachen Deutschen Vizemeister Fritz Lahr.

## Profi
Am 2. März 1957 bestritt er seinen ersten Profikampf. Er gewann 25 Kämpfe in Folge, davon 13 vorzeitig. Dabei besiegte er die Französischen Meister Maurice Mols, Emile Vidal und Robert Duquesne, den Spanischen Meister José González, den Commonwealth-Champion Joe Bygraves, den belgischen Amateureuropameister von 1951 Marcel Limage, den Olympiateilnehmer von 1948 Uber Bacilieri, Europameister Franco Cavicchi und den US-amerikanischen Ex-Weltmeister Joey Maxim.
Am 5. November 1959 erlitt er schließlich die erste Niederlage seiner Profilaufbahn, als er in einem finalen EM-Ausscheidungskampf vom Deutschen Hans Kalbfell ausgeknockt wurde. Eine weitere K.-o.-Niederlage erlitt er im Dezember 1960 gegen den Deutschen Gerhard Zech. Seinen letzten Boxkampf bestritt er am 13. Oktober 1962 gegen seinen Landsmann Santo Amonti, den er durch t. K. o. in der dritten Runde verlor.